# Behnam Said
Behnam Timo Heidenreuter-Said (* 1982) ist ein deutscher Islamwissenschaftler, Buchautor und Experte für Extremismus und Terrorismus.

## Werdegang
Heidenreuter-Said ist ein promovierter Islamwissenschaftler mit afghanisch-deutscher Familiengeschichte. Der gebürtige Hamburger studierte in Hamburg Islamwissenschaft, Politikwissenschaft sowie Sozial- und Wirtschaftsgeschichte. 2014 schloss er an der Universität Jena seine Promotion zum Thema Anaschid – Hymnen im Kontext Dschihadistischer Mobilisierung und Propaganda ab. Von 2008 bis 2018 arbeitete er als Islamwissenschaftler beim Landesamt für Verfassungsschutz der Hamburger Behörde für Inneres und Sport. Seit 2018 ist er für die Justizbehörde Hamburg als Referatsgruppenleiter tätig.
Er ist Autor mehrerer Fachbücher und -artikel zu den Themen Islamismus, Salafismus und Dschihadismus. Auf besonderes Interesse stieß in der Fachwelt und in den Medien, sowohl im deutschsprachigen Raum als auch international, seine Forschung zu dschihadistischen Hymnen und Gedichten, die er unter der Perspektive der social-movement-Theorie als Mittel der Mobilisierung der dschihadistischen Bewegung untersuchte.
Eine breite Rezeption erfuhr weiterhin das Buch Islamischer Staat – IS-Miliz, al-Qaida und die deutschen Brigaden, welches die erste deutschsprachige Monographie zum damals neu ausgerufenen „Islamischen Staat“ und zum Bürgerkrieg in Syrien darstellte.

## Werke (Auswahl)
- Salafismus – Auf der Suche nach dem wahren Islam. Hrsg. Behnam Said & Hazim Fouad, Herder, Freiburg 2014.
- Islamischer Staat – IS-Miliz, al-Qaida und die deutschen Brigaden. C.H. Beck, München 2015.
- Hymnen des Jihads: Naschids im Kontext jihadistischer Mobilisierung. (Mitteilungen zur Sozial- und Kulturgeschichte der islamischen Welt (MISK), Band 38) Ergon, Nürnberg 2016.
- „Innerdschihadistische Kritik am Islamischen Staat“, B. Said, Totalitarismus und Demokratie 14 (2/2017), 251–264.
- “Countering Islamist Radicalisation in Germany: A Guide to Germany's Growing Prevention Infrastructure”, B. Said & H. Fouad (2018), International Centre for Counter-Terrorism.
- „Islamismus, Salafismus, Dschihadismus. Hintergründe zur Historie und Begriffsbestimmung“, H. Fouad & B. Said (2020), Politisch Bildung im Kontext von Islam und Islamismus, 74–98.
- Geschichte al-Qaidas: Bin Laden, der 11. September und die tausend Fronten des Terrors heute. C.H. Beck, München 2018
- “A Critical Assessment on Political Islam and Political Islamism”, B. Heidenreuter, in: T. Jäger & R. Thiele (2024), Handbook of Political Islam in Europe Activities, Means, and Strategies from Salafists to the Muslim Brotherhood and Beyond, 45–58.
- “Political Islamism in Germany”, B. Heidenreuter, in: T. Jäger & R. Thiele (2024), Handbook of Political Islam in Europe Activities, Means, and Strategies from Salafists to the Muslim Brotherhood and Beyond, 413–426.